# Frank Fitzek

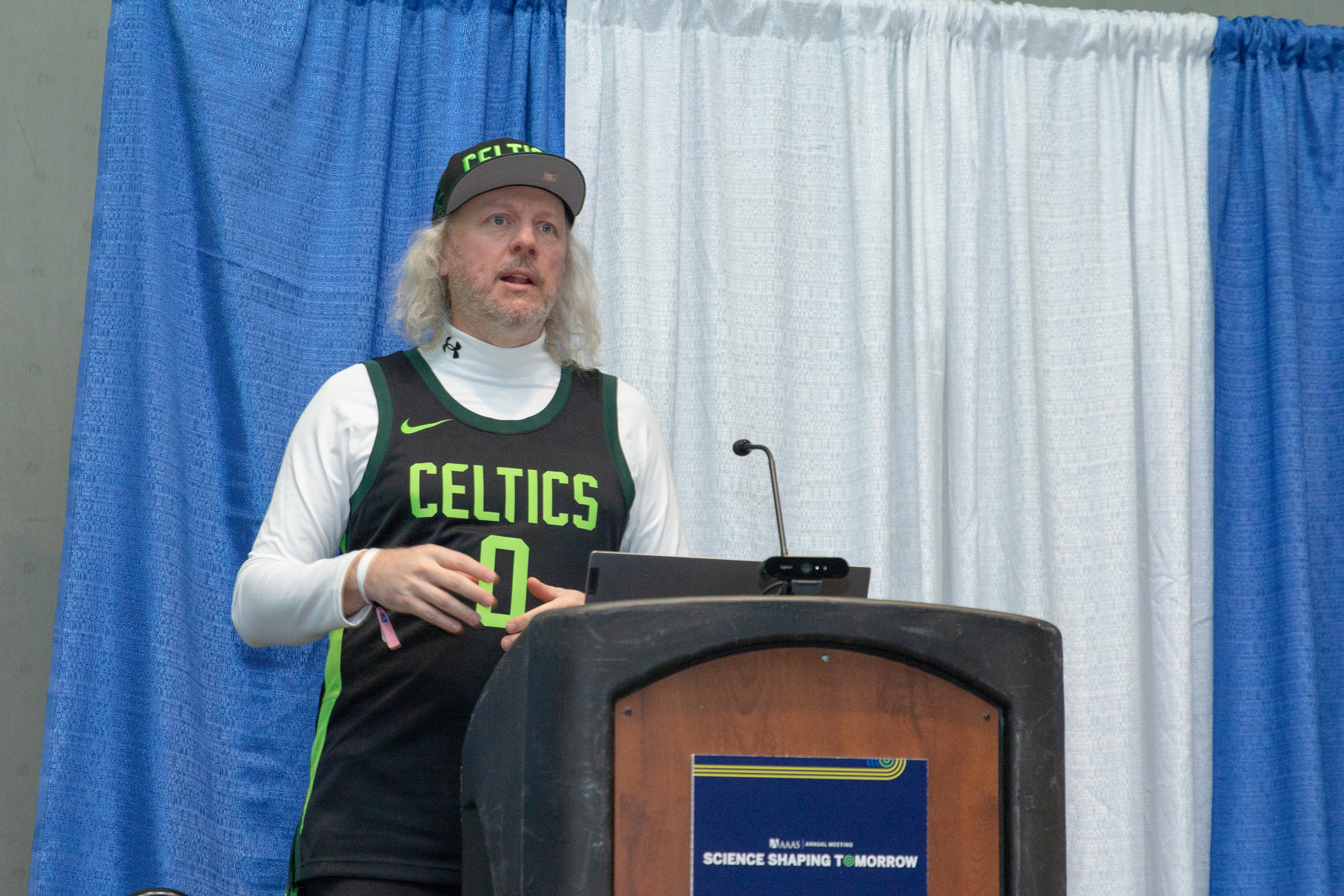
Frank Fitzek 2025

Frank Hanns Paul Fitzek (* 5. Oktober 1971) ist ein deutscher Elektroingenieur. Seit 2014 ist er Inhaber der Professur für Kommunikationsnetze an der Technischen Universität Dresden.

## Leben
Fitzek legte 1990 sein Abitur am Herbartgymnasium Oldenburg ab. Er studierte von 1992 bis 1997 Elektroingenieurwesen an der RWTH Aachen und promovierte anschließend bis 2002 an der TU Berlin mit einer Arbeit zu Quality of service support for multimedia services in wireless multi-code CDMA Systems. Forschungsaufenthalte führten ihn unter anderem in die USA (Arizona State University, MIT) und nach Finnland (VTT Research Center Oulu). Von 2002 bis 2003 forschte und lehrte er als außerordentlicher Professor an der Universität Ferrara und nahm 2003 einen Ruf an die Universität Aalborg an, wo er die Professur für Mobilfunk übernahm. Er war zudem Leiter der Mobile Devices and Future Vision Group.
Seit 2014 ist Fitzek Inhaber der Deutsche-Telekom-Professur für Kommunikationsnetze an der TU Dresden. Er ist seit 2019 Sprecher des Exzellenzclusters Centre for Tactile Internet with Human-in-the-Loop (CeTI). Zuvor war er bereits am von Gerhard Fettweis geleiteten Exzellenzcluster Center for Advancing Electronics Dresden (cfaed) beteiligt.

## Wirken
Fitzek forscht unter anderem zu 5G- und 6G-Kommunikationsnetzen, Datenübertragungen, Post-Shannon-Kommunikation, dem Metaversum, Robotik und dem taktilen Internet (Mensch-Maschine-Interaktion). Er hält über 30 Patente.
Er ist seit 2019 Sprecher des Exzellenzclusters CeTI (Centre for Tactile Internet with Human-in-the-Loop/Zentrum für Taktiles Internet), das die Interaktion von Mensch und Maschine untersucht. Im Jahr 2025 wurde die Exzellenzförderung des Clusters für eine zweite Laufzeit bestätigt. Mit Gerhard Fettweis ist er Koordinator der 2014 eröffneten Initiative 5G Lab Germany. Er ist Leiter des 2019 gegründeten KI-Forschungszentrums Center for Explainable and Efficient AI Technologies (CEE AI), in dem unter anderem die TU Dresden und das Fraunhofer-Institut für Intelligente Analyse- und Informationssysteme zusammenarbeiten.
Mit Holger Boche und Wolfgang Kellerer (beide TU München) war Fitzek Koordinator des BMBF-Forschungs-Hubs 6G-life (Digitale Transformation und Souveränität künftiger Kommunikationsnetze), das von August 2021 bis August 2025 gefördert wurde. Fitzek ist am KI-Projekt Next Generation Al Computing (GAIn) beteiligt, dessen Förderung von 2024 bis 2027 läuft. Er ist zudem Mitglied des Konsortiums des Robotics Institute Germany (RIG), das von 2024 bis 2028 vom BMBF gefördert wird.
Fitzek wurde von 2007 bis 2013 jährlich mit dem Nokia Champion Award für seine Forschungen zu kooperativen Netzwerken ausgezeichnet und erhielt 2012 den mit 25000 Euro dotierten Vodafone-Innovationspreis für seine „bahnbrechenden Arbeiten zu kooperativen und kognitiven Netzwerken“, die Mobilfunknetze leistungsfähiger machten. Im Jahr 2015 wurde Fitzek mit der Ehrendoktorwürde der Technischen und Wirtschaftswissenschaftlichen Universität Budapest ausgezeichnet. Das Handelsblatt listete Fitzek 2017 unter dem Titel „Der Netzebauer“ als einen von 100 Innovatoren Deutschlands. Für „Beiträge zur kooperativen drahtlosen Kommunikation für taktiles Internet und 5G-Netzwerke“ („contributions to cooperative wireless communications for tactile internet and 5G networks“) wurde Fitzek 2025 zum IEEE Fellow ernannt.

## Publikationen (Auswahl)
- mit Patrick Seeling, Martin Reisslein: Video Traces For Network Performance Evaluation – A Comprehensive Overview and Guide on Video Traces and Their Utilization in Networking Research Book. Springer, Dordrecht 2006, ISBN 978-1-4020-5565-2.
- mit Marcos D. Katz: Cooperation in Wireless Networks Principles and Applications – Real Egoistic Behavior is to Cooperate! Springer, Dordrecht 2006, ISBN 1-4020-4710-X.
- mit Frank Reichert: Mobile Phone Programming and its Application to Wireless Networking. Springer, Dordrecht 2007, ISBN 140205968X.
- mit Marcos D. Katz: Cognitive Wireless Networks Concepts, Methodologies and Visions Inspiring the Age of Enlightenment of Wireless Communications Book. Springer, Dordrecht 2007, ISBN 978-1-4020-5978-0.
- mit Marcos D. Katz (als Hrsg.): WiMAX Evolution: Emerging Technologies and Applications. John Wiley & Sons, New York 2008, ISBN 978-0-470-74010-1.
- mit Hassan Charaf: Mobile peer to peer (P2P). John Wiley & Sons, New York 2009, ISBN 0470699922.
- mit Tommi Mikkonen, Tony Torp: Qt for Symbian. John Wiley & Sons, New York 2010, ISBN 978-0-470-75010-0.
- mit Marcos D. Katz: Mobile Clouds: Exploiting Distributed Resources in Wireless, Mobile and Social Networks. John Wiley & Sons, New York 2013, ISBN 978-0-470-97389-9.
- mit Fabrizio Granelli, Patrick Seeling (als Hrsg.): Computing in communication networks: from theory to practice. Academic Press/Elsevier, London/San Diego 2020, ISBN 978-0-12-820488-7.
- mit Riccardo Bassoli, Holger Boche, Christian Deppe, Roberto Ferrara, Gisbert Janßen, Sajad Saeedinaeen: Quantum Communication Networks Book. Springer, Cham 2021, ISBN 978-3-030-62938-0.
- mit Shu-Chen Li, Stefanie Speidel, Thorsten Strufe, Meryem Simsek, Martin Reisslein (als Hrsg.): Tactile Internet with Human-in-the-Loop. Academic Press, London u. a. 2021, ISBN 978-0-12-821355-1.
- mit Riccardo Bassoli, Holger Boche, Christian Deppe, Roberto Ferrara, Gisbert Janßen, Sajad Saeedinaeen: Quantenkommunikationsnetze. Springer Vieweg, Cham 2023, ISBN 978-3-031-26325-5.
- mit Claudio Sacchi, Fabrizio Granelli, Riccardo Bassoli, Marina Ruggieri: A Roadmap to Future Space Connectivity. Springer Vieweg, Cham 2023, ISBN 978-3-031-30761-4 doi:10.1007/978-3-031-30762-1.

## Auszeichnungen
- 2005: Young Rail Professional Award
- 2005: Young Elite Researcher Denmark
- 2007–2013: Nokia Champion Award
- 2008: Nokia Innovation Award
- 2008: Nokia Achievement Price
- 2012: Vodafone-Innovationspreis
- 2015: Ehrendoktorwürde der Technischen und Wirtschaftswissenschaftlichen Universität Budapest
- 2017: einer von 100 Innovatoren Deutschlands, Handelsblatt
- 2025: IEEE Fellow